# Masia del Jutge Llíria
La Masia del Jutge de Llíria, és una casa fortificada que està ubicada al municipi anteriorment nomenat, a la comarca del Camp de Túria, de la província de València. Està declarat com Bé d'interès cultural, tot i no disposar d'anotació ministerial, tenint com a identificador el codi: 46.11.147-028.

## Descripció historicoartística
Durant la dominació islàmica, el nucli poblacional no estava molt concentrat, sinó que existien nombroses alqueries disperses per la zona, amb importants infraestructures agrícoles.
Com a conseqüència de la despoblació de la zona després de l'expulsió dels moriscos, moltes d'aquestes masies van començar a fortificar les seves instal·lacions, almenys amb alguna torre defensiva i fins i tot amb muralles. Això, unit al fet de ser la zona de Llíria escenari de ràtzies i posteriorment, de contínues accions bèl·liques durant les guerres carlines; van determinar l'aparició de múltiples masies fortificades com la del jutge. En moltes d'elles, per les posteriors reformes i edificacions, és difícil veure, actualment, el seu caràcter fortificat.